# Uovo con gallina
L'Uovo con gallina (o Primo uovo con gallina) è il primo delle uova imperiali Fabergé, un uovo di Pasqua gioiello che il penultimo Zar di Russia, Alessandro III donò a sua moglie, la Zarina Marija Fëdorovna;
il dono fu talmente apprezzato che, in seguito, Alessandro III donò ogni anno un uovo di Pasqua Fabergé alla moglie.
Fu fabbricato a San Pietroburgo nel 1885, sotto la supervisione di Erik Kollin, per conto del gioielliere russo Peter Carl Fabergé, della Fabergè, che emise una fattura per 4.151 rubli.

## Proprietari
Dopo la caduta della dinastia Romanov nel 1917 l'uovo fu confiscato dal Governo Provvisorio Russo e elencato tra i tesori portati via dal Palazzo Aničkov, dove era rimasto fino a quel momento.
Fu poi inviato al Palazzo dell'Armeria ed infine, nel 1922, trasferito insieme ad altri preziosi al Sovnarkom per essere venduto.
Attorno al 1920 un commerciante londinese di nome Derek o Frederick Berry acquistò l'uovo da funzionari russi, probabilmente a Berlino o Parigi.
Nel 1934 Christie's di Londra vendette l'uovo come lotto 55 della Collezione Berry per £ 85 ($ 430) a R. Suenson-Taylor, che nel 1955 fu fatto primo Barone Grantchester.
L'uovo faceva parte del patrimonio Grantchester quando, nel 1976, sia Lord che Lady Taylor morirono a pochi mesi l'uno dall'altra; A la Vieille Russie di New York lo acquistò per rivenderlo nel 1978, insieme all'Uovo della Resurrezione, a Malcolm Forbes.
Il 4 febbraio 2004 la casa d'aste Sotheby's ha annunciato che, senza passare per una pubblica asta, la Forbes Magazine Collection era stata acquistata da Viktor Vekselberg per quasi 100 milioni di dollari, in questo modo più di 180 opere d'arte Fabergé, incluso l'Uovo con gallina e altre otto delle rare uova imperiali, dopo circa ottant'anni sono tornate nel loro paese d'origine dove dal novembre 2013 sono esposte al Museo Fabergé di San Pietroburgo.

## Descrizione
L'uovo, alto 64 mm. e con un diametro di 35 mm. è d'oro, completamente rivestito di smalto bianco opaco per assomigliare al guscio di un vero uovo.
Una sottile striscia d'oro è visibile attorno all'uovo, dove le due metà del guscio, unite con un innesto a baionetta, si aprono con una rotazione rivelando le sorprese.

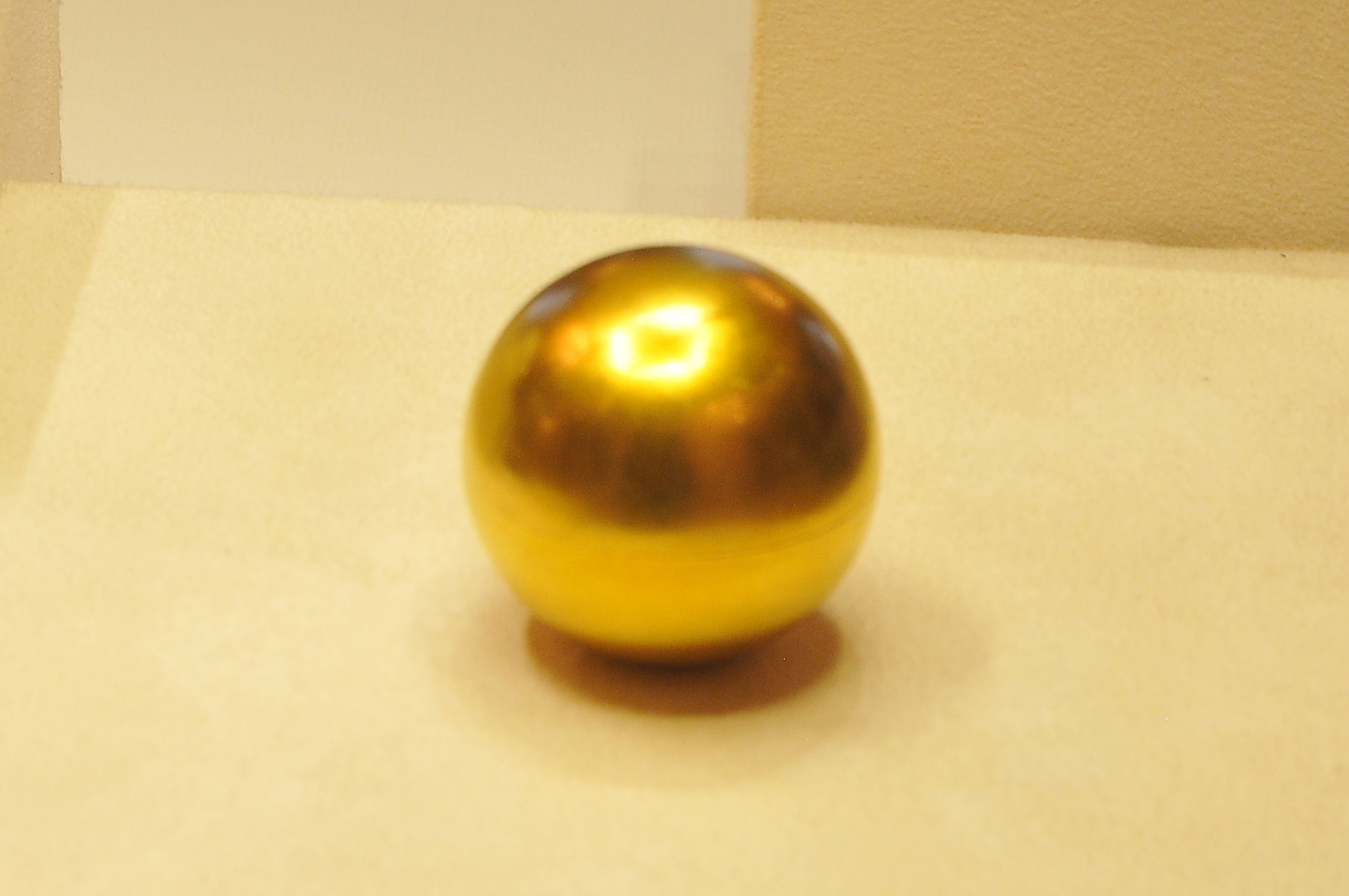

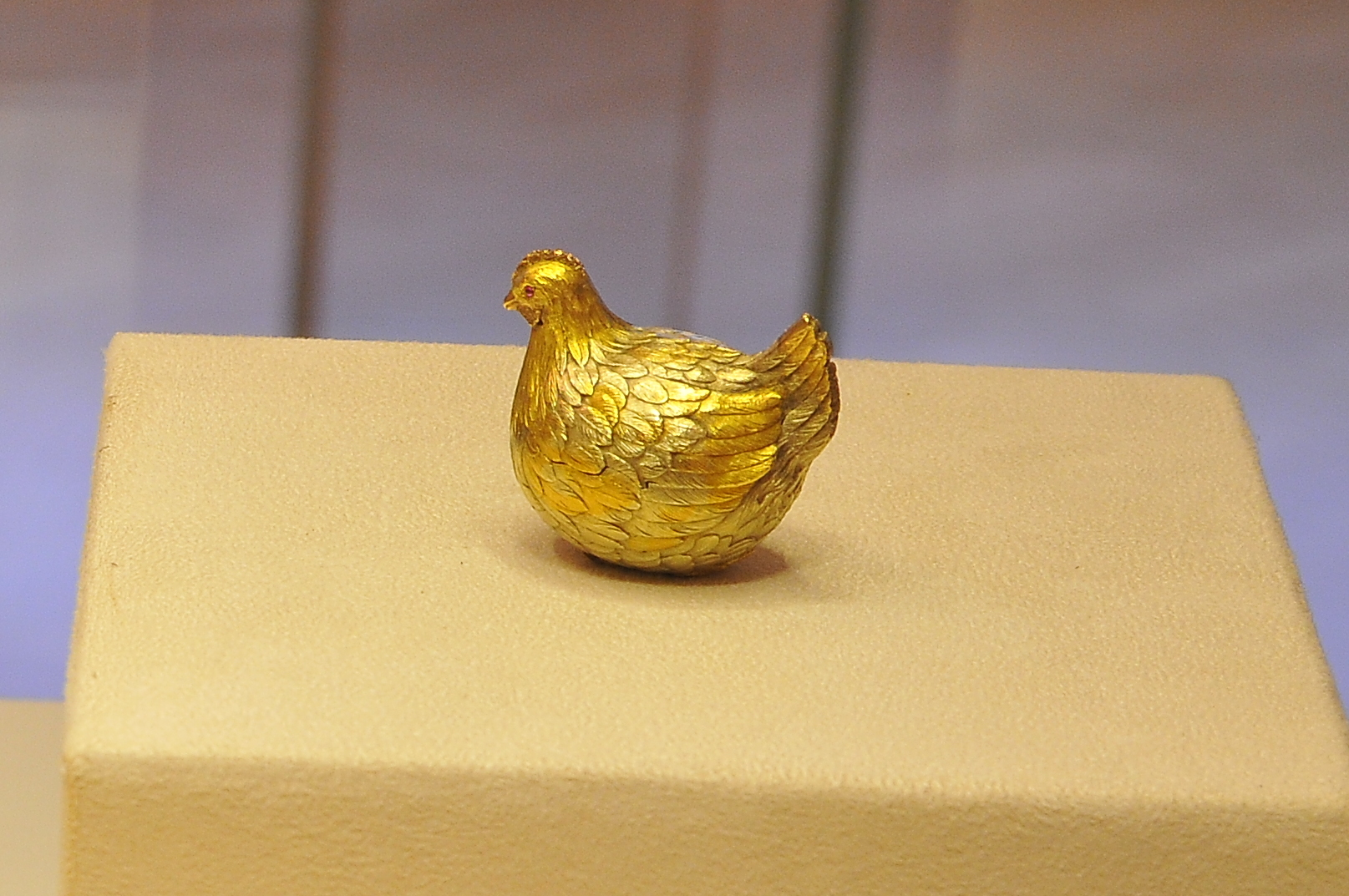

### Sorprese
L'uovo è costruito come una matrioska, dentro c'è un "tuorlo" d'oro con una finitura opaca, che si apre a sua volta in due semisfere, una di esse è rivestita internamente di pelle scamosciata ed ha il bordo d'oro punteggiato per simulare la paglia di un nido.
Il nido contiene una gallina d'oro meticolosamente cesellata, con le piume d'oro giallo e bianco, la testa e le zampe d'oro giallo, cresta e bargigli d'oro rosso, gli occhi sono rubini cabochon; non è marcata.
Anche la gallina si apre, grazie ad una cerniera nascosta nella coda, rivelando due ulteriori sorprese, oggi perdute.
La prima di queste era una replica in oro e diamanti della corona imperiale.
All'interno della corona, come sorpresa finale, c'era un piccolo pendente di rubino con una catenina che consentiva di indossarlo al collo.

## Contesto storico
La Chiesa ortodossa russa considera la Pasqua il giorno più importante dell'anno, era tradizione che dopo la funzione religiosa le famiglie si riunissero per scambiarsi uova decorate, simbolo della vita che si rinnova e di speranza.
In mezzo agli attentati terroristici alla vita della famiglia imperiale, per la Pasqua del 1885 che segnava anche il loro ventesimo anniversario, lo Zar volle dare a sua moglie qualcosa che avrebbe distolto la sua mente dalle preoccupazioni, per questo decise di ricorrere a Peter Carl Fabergé, le cui creazioni avevano attirato l'attenzione di Maria.
Una corrispondenza indica che Alessandro non si occupò direttamente del regalo ma che fu suo fratello il Granduca Vladimir Aleksandrovič a comunicare i desideri dello Zar e le istruzioni per la lavorazione dell'uovo a Fabergé.
Fabergé creò un oggetto che avrebbe ricordato alla Zarina la sua infanzia di principessa alla corte reale di Danimarca, ispirandosi ad un uovo molto simile che probabilmente le era familiare:
si tratta di un gioiello risalente al XVIII secolo, che apparteneva alla famiglia reale danese e che tuttora fa parte della Collezione Reale Danese: il guscio è d'avorio ed ha all'interno, oltre alla gallina ed alla corona, un anello al posto del pendente.
L'uovo fu consegnato da Fabergé al Granduca Vladimir Aleksandrovič e questi lo inviò allo Zar con una lettera il 21 marzo 1885, insieme a istruzioni dettagliate su come aprirlo.
L'uovo ebbe un tale successo che segnò l'inizio della tradizione delle leggendarie Uova Fabergè; Alessandro III concesse a Fabergé il "permesso...di portare il titolo di Fornitore della Corte Imperiale con il diritto di fregiarsi del Blasone di Stato nell'insegna del suo negozio".